# Máchova dolina
Máchova dolina je přírodní památka severně od obce Salaš v okrese Uherské Hradiště. Přírodní památka, která leží na území evropsky významné lokality Natura 2000 Chřiby, je v péči Krajského úřadu Zlínského kraje.

## Předmět ochrany
Důvodem ochrany je zachování v areálu Chřibů ojedinělého typu kyselých bučin značného stáří.